# Овсище (Ленинградская область)
Овсище — деревня в Старопольском сельском поселении Сланцевского района Ленинградской области.

## История
Впервые упоминается в писцовых книгах Шелонской пятины 1498 года, как деревня Овсища, на другой стороне Сумры против другого Овсища в Сумерском погосте Новгородского уезда.
Деревня Большие Овсищи, состоящая из 41 крестьянского двора и Малые Овсищи — из 20, обозначены на карте Санкт-Петербургской губернии Ф. Ф. Шуберта 1834 года.

ОВСИЩЕ — деревня принадлежит господам Таировым, число жителей по ревизии: 172 м. п., 198 ж. п. (1838 год)

ОВСИЩЕ — деревня Гдовского её величества имения, по просёлочной дороге, число дворов — 42, число душ — 135 м. п.

ОВСИЩЕ — деревня госпожи Доманиевской, по просёлочной дороге, число дворов — 16, число душ — 52 м. п. (1856 год)

ОВСИЩЕ — деревня удельная при речке Самре, число дворов — 41, число жителей: 138 м. п., 162 ж. п.

ОВСИЩЕ — деревня владельческая при речке Малой Солуге, число дворов — 17, число жителей: 56 м. п., 57 ж. п. (1862 год) 

В XIX — начале XX века деревни административно относились к Ложголовской волости 2-го земского участка 1-го стана Гдовского уезда Санкт-Петербургской губернии.
Согласно Памятной книжке Санкт-Петербургской губернии 1905 года деревня образовывала Овсищенское сельское общество.
С марта 1917 года деревня Большое Овсище находилась в составе Овсищенского сельсовета Старопольской волости, а деревня Малое Овсище — в составе Ложголовской волости Гдовского уезда.
- Деревня Овсище на карте 1919 года

Согласно карте Петроградской и Эстляндской губерний издания 1919 года деревня состояла из двух частей, Большие Овсищи и Малые Овсищи, в которой находилась деревянная часовня.
С марта 1922 года, Малое Овсище в составе Овсищенского сельсовета.
С февраля 1924 года, Большое Овсище в составе Шакицкого сельсовета.
С февраля 1927 года, обе деревни находились в составе Ложголовской волости Кингисеппского уезда.
С августа 1927 года, в составе Осьминского района.
С ноября 1928 года, в составе Поречского сельсовета. В 1928 году общее население деревни составляло 184 человека.
По данным 1933 года в состав Поречского сельсовета Осьминского района входили деревни Овсище Большое и Овсище Малое.
1 января 1940 года деревня Малое Овсище была присоединена к деревне Большое Овсище.
С 1 августа 1941 года по 31 января 1944 года, германская оккупация.
С 1961 года, в составе Старопольского сельсовета Сланцевского района.
С 1963 года, в составе Кингисеппского района.
По состоянию на 1 августа 1965 года деревня Овсище входила в состав Старопольского сельсовета Кингисеппского района. С ноября 1965 года, вновь в составе Сланцевского района. В 1965 году население деревни Овсище составляло 298 человек.
По данным 1973 года деревня Овсище входила в состав Поречского сельсовета.
По данным 1990 года деревня Овсище являлась административным центром Овсищенского сельсовета, в который входили 19 населённых пунктов общей численностью населения 987 человек, в самой деревне проживали 692 человека.
В 1997 году в деревне Овсище Овсищенской волости проживал 812 человек, в 2002 году — 811 человек (русские — 89 %), деревня была административным центром волости.
В 2007 году в деревне Овсище Старопольского СП проживали 825 человек, в 2010 году — 663 человек.

## География
Деревня расположена в восточной части района на автодороге 41К-027 (Старополье — Осьмино).
Расстояние до административного центра поселения — 8 км. Расстояние до районного центра — 60 км.
Расстояние до ближайшей железнодорожной станции Веймарн — 58 км.
Через деревню протекает река Самро.

## Демография
| 1862 | 2007 | 2010 | 2017 |
| ---- | ---- | ---- | ---- |
| 300  | ↗825 | ↘663 | ↗837 |

## Известные уроженцы
- Савельев, Константин Иванович (1918—1943) — танкист-ас, Герой Советского Союза.